# Edmund Flagg
Edmund Flagg (Wicasset, Maine, 24 de noviembre de 1815 – Virginia 1890) fue un escritor estadounidense, nacido en Wiscasset, Maine, el 24 de noviembre de 1815. Se graduó en Bowdoin en 1835, y poco después enseñó en Louisville, Kentucky, donde contribuyó al Louisville Journal, con el que su relación continuó durante casi treinta años.
Realizó estudio de Leyes y Derecho en St. Louis, donde fue admitido en el Colegio de Abogados en 1837. Fue editor del St. Louis Commercial Bulletin en 1838, actuó con George D. Prentice como editor asociado de la Louisville Literary Newsletter en 1839.
Posteriormente, actuó como reportero oficial de los tribunales de St. Louis, informó de un volumen de los debates en la Convención Constitucional de Misuri. 
Fue después puesto a la cabeza de la Oficina de Estadística del Departamento de Estado en Washington, y preparó, por orden del Congreso, un informe sobre las relaciones comerciales de los Estados Unidos con todas las naciones extranjeras. Esto, con informes sobre el comercio de algodón y el tabaco, y de numerosas declaraciones anuales del respeto de comercio exterior y la emigración.
Desde 1861 hasta 1870 se había encargado de los derechos de autor en el Departamento del Interior, y desde entonces residió cerca de Falls Church, Condado de Fairfax, Virginia. En 1836 escribió el Sketches of a Traveller para el Louisville Journal. También contribuyó en el New World una serie de siete novelas históricas, sobre la base de los dramas de Victor Hugo

## Obra
- The Far West: or, A Tour Beyond the Mountains (1838)
- Carrero; or, The Prime Minister, a Tale of Spain (1843)
- Francis of Valois; or, The Curse of St. Valliar; a tale of the middle ages (1843)
- Edmond Dantes: The Sequel to Alexandre Dumas' Celebrated Novel of The Count of Monte-Cristo (1844)
- The Howard Queen, a romance of history (1848)
- Venice: The City of the Sea From the Invasion by Napoleon in 1797 to the Capitulation to Radetzky, in 1849 (1853)
- Report on All the Commercial Relations of the United States with all Foreign Nations (1857)
- Monte-Cristo's Daughter sequel to Alexander Dumas' great novel, the "Count of Monte-Cristo," and conclusion of "Edmond Dantes" (1880)
- The Wife of Monte Cristo: A Sequel to The Count of Monte-Cristo by Alexander Dumas (1884)
- De Molai: The Last of the Military Grand Masters of the Order of Templar Knights: A Romance of History (1888)